# Bataille de Soissons (923)
Pour les articles homonymes, voir Bataille de Soissons.
 (octobre 2010).
Si vous disposez d'ouvrages ou d'articles de référence ou si vous connaissez des sites web de qualité traitant du thème abordé ici, merci de compléter l'article en donnant les références utiles à sa vérifiabilité et en les liant à la section « Notes et références ».
La bataille de Soissons est une importante bataille opposant devant Soissons deux armées de Francie, menées chacune par un roi, un roi carolingien, Charles III le Simple, et un roi élu par des notables de Francie occidentale, le robertien Robert Ier, frère du précédent roi élu Eudes. La bataille se déroule en deux phases le 15 juin 923, mais la violence, l'intensité du conflit et l'ampleur des troupes engagées attestent une longue préparation de cette guerre pour le pouvoir régalien en Francie entre Flandres et Loire. 
La bataille pourrait s'interpréter trivialement comme un conflit entre Lotharingiens et Franciens de l'Ouest, tant les deux camps montrent ce clivage. Elle demeure un conflit entre partis, comme la dislocation du camp de Charles le Simple en quelques semaines le démontre.

## Prémices
Éprouvant une rancœur envers le puissant conseiller lotharingien de Charles, Haganon, les grands représentants de la Francie entre Flandres et Loire clament depuis 915 leur mécontentement devant l'abandon du roi carolingien et ses séjours constants en Lotharingie, terre de ses ancêtres et de la famille de son épouse. Ces aristocrates sont renforcés dans leur désir de fomenter une révolte, par Robert, duc des Francs, frère du précédent roi élu Eudes.
Le soulèvement militaire des comtes de Francie et de la France robertienne éclate durant le printemps 922, quand Charles retire à sa tante Rothilde, fille de Charles II le Chauve et belle-mère d'Hugues le Grand, le bénéfice de l'abbaye de Chelles et la donne à son ministre favori, Haganon. Les Robertiens se sentent spoliés et font connaitre leur mécontentement.
Les insurgés rejoints proclament la déchéance de Charles le Simple. La cour du souverain carolingien, qui avait anticipé une révolte, ne parvient pas à imposer des mesures de rétorsion militaire. L'assemblée improvisée des révoltés constate la vacance du souverain, et élisent roi Robert Ier le 29 juin 922. Devant le silence de l'archevêque de Reims Hervé, elle organise un sacrement chrétien le lendemain, 30 juin, à Reims par son suppléant Gautier, l’archevêque de Sens.
Charles refuse la destitution et le sacrement, déclaré illégal, de Reims. Assuré de la neutralité du roi de Germanie Henri l'Oiseleur avec lequel il a conclu le 7 novembre 921 le traité de Bonn, il prend son temps pour organiser une riposte depuis la Lotharingie et l'embouchure de la Seine. Ses conseillers l'incitent à une grande reconquête radicale de l'Ouest révolté de la Francie en mobilisant ses ressources et ses indéfectibles alliés lotharingiens et normands. L'armée est renforcée par une longue levée des bans en un an, elle compte au minimum une dizaine de milliers de soldats à pied, du matériel capable d'assiéger les villes fortifiées et des milliers de cavaliers lourds, force capitale de pénétration. Il s'agit aussi de regagner un prestige militaire perdu depuis la courte défaite de Worms face à l'armée saxonne en 921. 
Les Robertiens, attentifs à ces longs préparatifs d'encerclement, jouent l'indifférence en fourbissant leurs armes défensives. Ils prennent à témoin les dignitaires des autres contrées voisines : s'ils ne résistent ensemble, ils seront massacrés un par un et soumis à la férule de Haganon. 
Les Normands du duc Rollon apportent un loyal soutien à Charles et obéissent aux consignes en ouvrant le second front à l'ouest au printemps 923. Des guerriers de Francie prennent position sur les bords de l'Oise, entravant la réunion des forces carolingiennes. Il ne reste à l'armée lotharingienne qu'à assaillir un carrefour réputé et lieu stratégique, Soissons, et par cette prise formidable, provoquer un ressort psychologique afin de produire les renversements d'allégeance. Robert Ier se précipite pour défendre la ville, symbolique de l'ascension de Clovis et des Francs.

## La bataille
Les escarmouches entre les troupes à pied à proximité de Soissons, puis les engagements virulents aux abords de la ville, obligent le camp robertien à faire intervenir d'emblée la cavalerie lourde. Mais les soldats lotharingiens se replient et se placent sous la protection de leurs chevaliers, obligeant à épuiser les ressources d'intervention robertienne en déficit numérique sous tous les plans. Charles, en supériorité numérique, divise son armée en deux corps, commandés respectivement par Fulbert et le comte Hagrold. Il ne s'engage pas personnellement dans la bataille et se contente d'observer la mêlée de loin. Il demande également à 50 de ses guerriers de tuer Robert Ier.
Dans la première phase, Robert Ier est tué dans une charge et un grand nombre de Robertiens sont acculés à une défense au sol. Le fils de Robert, Hugues le Grand, galvanise ses soldats en montrant le cadavre de son père. Les Robertiens s'apprêtent à livrer un combat d'honneur lorsque l'arrivée des comtes et chefs militaires entre Seine et Flandres, menés par Herbert, gendre de Robert Ier, renforce l'effectif. Herbert relayé par le duc Raoul de Bourgogne, autre gendre entreprend une charge de délivrance réussie et tue finalement le meurtrier de Robert, Fulbert.
Après la perte de son principal chef Fulbert (Charles étant loin de ses troupes à observer le combat), le moral du camp lotharingien s'effondre devant l'issue incertaine d'une victoire qu'il croyait presque gagnée et la lourdeur des pertes déjà consenties dans leurs rangs. Mais les pertes sont plus considérables de l'autre côté. Un regain d'ardeur défensive des Robertiens caractérise cette seconde phase renversant les prétentions à la victoire. Les combats acharnés et l'assombrissement du temps invitent les combattants lotharingiens à une prudente retraite.
Maîtres du champ dolent après la bataille, les coalisés autour du parti robertien hurlent leur joie. Ils acclament Raoul, le gendre du roi défunt, en roi et champion de guerre.

## Impact de la bataille de Soissons: la déchéance du Carolingien
La bataille est perdue par Charles le Simple. En quelques jours, la retraite transformée en repli désordonné attise les rancœurs des Lotharingiens. Ils comptent leurs parents disparus, et reprochent au roi et à ses conseillers leur inaction et invisibilité pendant la bataille. Les pertes sont pourtant moins importantes que l'échec devant Worms, mais la popularité de la maison carolingienne entame une longue descente irréversible en Lotharingie. Les dignitaires locaux sont les premiers bénéficiaires de l'effondrement du pouvoir royal. 
Profitant de l'inexorable reflux lotharingien, une partie des grands de Francie occidentale se recueillent, enterrent leurs morts et soignent leurs plaies à Soissons. Ils se réunissent et élisent Raoul de Bourgogne, qui est couronné roi à l'abbaye Saint-Médard de Soissons le dimanche 13 juillet 923 par Gautier, archevêque de Sens.
Les chroniqueurs Richer de Reims ou Folcuin estiment que les pertes de Charles sont moins importantes que celles du camp robertien. Mais, selon Robert Parisot, la défaite de Soissons hâte la fin des rois carolingiens de Francie qui sera pleinement effective en 987. La liquéfaction de son camp est dramatique. Charles doit renouer au plus vite des alliances stables : Herbert lui tend un piège et le capture dans un guet-apens le 17 juillet 923. Son épouse Edwige et son dernier fils Louis s'enfuient outre-Manche. Charles ne sortira plus jamais de captivité sous la garde de son geôlier Herbert. Il ne lui restera que six années à vivre.